# Этого не может быть (Секретные материалы)
«Этого не может быть» (англ. «This Is Not Happening») — 14-й эпизод 8-го сезона сериала «Секретные материалы». Премьера состоялась 25 февраля 2001 года на телеканале FOX. Эпизод позволяет более подробно раскрыть так называемую «мифологию сериала», заданную в пилотной серии.
Режиссёр — Ким Мэннэрс, авторы сценария — Крис Картер и Фрэнк Спотниц, приглашённые звёзды — Митч Пиледжи, Аннабет Гиш, Сара Коскофф, Арлен Пиледжи, Рэнди Росс, Джадсон Скотт, Рой Тиннс, Эдди Кэй Томас, Джадд Трихтер.
В США серия получила рейтинг домохозяйств Нильсена, равный 9,7, который означает, что в день выхода серию посмотрели 16,9 миллионов человек.
Главные герои серии — Дана Скалли (Джиллиан Андерсон) и её новый напарник Джон Доггетт (Роберт Патрик), агенты ФБР, расследующие сложно поддающиеся научному объяснению преступления, называемые «Секретными материалами».

## Сюжет
В Хелене, штат Монтана, молодой человек по имени Ричи Салай на машине преследует космический корабль. В пустынной местности из корабля выбрасывают женщину. При попытке помочь женщине Салай случайно спугивает неизвестного, который появился одновременно с кораблём. Ричи доставляет женщину в больницу. Пострадавшая — Тереза Хоузи, за несколько месяцев до текущих событий она была похищена инопланетянами из Бёльфера, штат Орегон, вместе с группой людей, среди которых был Фокс Малдер. Дана Скалли, Уолтер Скиннер и Джон Доггетт посещают Терезу в больнице для допроса, однако женщина находится в коме в тяжёлом состоянии. Лечащий врач Терезы, доктор Десай, сообщает, что не сталкивался с травмами подобного рода и не может делать прогнозы относительно здоровья Терезы.
В мотеле агенты допрашивают Ричи Салая. Друг Ричи, Гэри Кори, был похищен почти одновременно с Малдером, поэтому он отслеживает любую предположительную активность инопланетян, пытаясь найти Гэри. Доггетт выясняет, что рядом с местом обнаружения Терезы присутствовали свежие следы от кроссовок марки Nike. Этот факт укрепляет скептицизм Доггетта по отношению к Ричи.
Спустя несколько часов в больнице появляется Джереми Смит - инопланетянин-перебежчик, предавший Колонистов. Смит принимает внешность доктора Десая и организует перевозку Терезы. Доггетт узнаёт об исчезновении Хоузи, поэтому обращается за помощью к агенту Монике Рейес - специалисту, занимающимся расследованием действий религиозных сект. Рейес считает, что за похищением Терезы, вероятнее всего стоит культ, поклоняющийся инопланетянам. В отдалёном поселении Смит лечит Терезу с помощью своих способностей. За этим процессом наблюдает Авессалом, союзник Смита.
Ночью Рейес замечает инопланетный корабль и следует за ним. Когда она приближается к месту, где из корабля выбрасывают очередного похищенного, она замечает как Смит и Авессалом забирают пострадавшего с собой. Рейес запоминает номерной знак пикапа, на котором приехали мужчины. Они выясняют, что он пренадлежит Трэвису Клейтону Моберли, Авессалому, лидеру Культа Судного Дня. Оперативники ФБР оцепляют поселение Культа и арестовывают Моберли, однако не находят Смита. Авессалом берёт ответственность за действия с похищенными на себя, утверждая, что он спасал их. Позднее, с помощью камеры видеонаблюдения в поселении удаётся выяснить, что Смит принял внешность Доггетта. Агенты понимают, что Смит всё ещё находится на территории поселения.
Скалли возвращается в поселение и находит Смита, опознав его по кроссовкам марки "Nike". Скалли видит в Смите возможность помочь в поисках Малдера. Смит подтверждает, что так же планирует найти Малдера, однако его жизнь находится в опасности, из-за того, что собратья ищут его. Скалли отвлекается, когда Скиннер сообщает, что Малдера обнаружили в лесу. Смит уверяет Скалли, что поможет Малдеру. Скалли обнаруживает, что Малдер фактически мёртв, и понимает, что Смит может вернуть Малдера к жизни и спешит к нему. Однако она не успевает добраться до спасителя - над зданием, где находится Смит зависает инопланетный корабль. Колонисты забирают Смита и убивают его за предальство. Скалли падает на землю и начинает рыдать.